# Simeón Cuba Sarabia
Pour les articles homonymes, voir Cuba et Cuba (homonymie).
Simeón Cuba Sarabia (15 janvier 1935 - 9 octobre 1967), également connu sous le nom de Willy, était membre de la colonne de guérilla Ñancahuazú dirigée par Che Guevara en Bolivie. Né dans la région de Cochabamba en Bolivie, il est devenu un chef de file parmi les mineurs d’étain à Huanuni et a exercé les fonctions de secrétaire de l’organisation et de secrétaire des milices du syndicat local des mineurs. Il a également exercé diverses activités de service social au profit des familles des mineurs. Cuba Sarabia a adhéré au Parti communiste bolivien (PCB) mais en a démissionné en 1965 pour devenir membre du parti marxiste-léniniste bolivien, qui prônait la lutte armée. Lorsqu'il a exhorté ce groupe à mettre ses principes en pratique, il en a été expulsé avec Moisés Guevara. Ce fut Moisés Guevara qui l'a introduit dans le groupe de guérilla Ñancahuazú de Che Guevara en mars 1967. 

## Exécution
Les rangers ont emmené Guevara et Willy dans le village voisin de La Higuera, où ils ont été emprisonnés pendant la nuit dans des pièces séparées d'une petite école en adobe. Le lendemain, après confirmation de l'ordre donné par le président bolivien René Barrientos de les tuer tous les deux, le commandant a envoyé une brigade d'exécution composée de trois soldats dans l'école. Les soldats sont entrés dans la pièce où Willy était détenu en premier et l'ont criblé de plusieurs rafales de mitraillette. Avant de mourir, Willy a réussi à crier « Je suis fier de mourir à côté du Che ! ».  Ce sont probablement les derniers mots que Che Guevara a entendu, parce qu'il a été exécuté de la même façon quelques secondes plus tard. 
Les forces armées boliviennes ont refusé de donner des informations sur ce qui avait été fait avec les restes de Cuba Sarabia. Près de trente ans après sa mort, le 28 juin 1997, une équipe de médecins légistes cubains a découvert son squelette dans la même fosse située sous la piste auxiliaire de l'aéroport de Vallegrande, où se trouvaient les restes de Che Guevara et de cinq autres guérilleros. Les restes de Willy ont été transférés à Cuba avec ceux de Guevara et des cinq autres combattants. Le 17 octobre 1997, leurs cercueils ont été enterrés avec les honneurs militaires dans le mausolée de Che Guevara à Santa Clara, à Cuba. 